# Hans Rohe
Hans Rohe (* 15. Dezember 1931 in Coesfeld; † 7. Januar 2003 in Minden) war ein deutscher Politiker der SPD und Gewerkschaftsfunktionär.

## Leben und Beruf
Hans Rohe besuchte die Volksschule und danach absolvierte er eine Lehre als Schlosser und Schmied, die er 1949 mit der Gesellenprüfung abschloss. Von 1950 bis 1958 war er in der Zeche Meißen als Grubenschlosser tätig.

## Partei
Seit 1955 war Hans Rohe Mitglied der SPD und von 1973 bis 1990 Unterbezirksvorsitzender der SPD im Kreis Minden-Lübbecke.

## Gewerkschaft
Seit 1950 war Hans Rohe Mitglied der Gewerkschaft IG Bergbau und Energie und ab 1958 Gewerkschaftssekretär. 
Von 1960 bis 1985 war er geschäftsführender Vorsitzender des Deutschen Gewerkschaftsbundes im Kreis Minden-Lübbecke. 

## Vereine und Verbände
Hans Rohe war von 1970 bis 1993 Vorsitzender des Sportvereins TUS Eintracht Minden e.V.

## Abgeordneter
Hans Rohe war von 1965 bis 1973 für die SPD Mitglied im Gemeinderat der Gemeinde Meißen. 
Von 1965 bis 1975 war er Mitglied der Kreistage des Kreises Minden und des Kreises Minden-Lübbecke. Von 1973 bis 1975 war er Vorsitzender der SPD-Fraktion.
Ab 1984 war er Mitglied der Mindener Stadtverordnetenversammlung.
Von 1975 bis 1995 war Hans Rohe als direkt gewählter Abgeordneter des Wahlkreises 146 (Minden) Mitglied des Landtages Nordrhein-Westfalen.
Von 1980 bis 1995 war er stellvertretender Vorsitzender des Petitionsausschusses und von 1985 bis 1995 Vorsitzender des Sportausschusses.

## Öffentliche Ämter
Von 1962 bis 1965 war Hans Rohe ehrenamtlicher Gemeindedirektor der Gemeinde Meißen.
1966 wählte ihn der Kreistag des Kreises Minden als Nachfolger von Friedrich Schonhofen (SPD) zum Landrat, dieses Amt führte er bis zum 31. Dezember 1972 aus. Im Rahmen der Gebietsreform
wurde der Kreis Minden zum 1. Januar 1973 mit dem Kreis Lübbecke zum neuen Kreis Minden-Lübbecke zusammengeschlossen.

## Ehrungen
- 1980: Verdienstkreuz am Bande der Bundesrepublik Deutschland
- 1988: Verdienstkreuz 1. Klasse der Bundesrepublik Deutschland
- 1995: Verdienstorden des Landes Nordrhein-Westfalen[1]